# Mauno Mäkelä
Mauno Ilmari Mäkelä (ur. 7 marca 1916 w Helsinkach, zm. 17 października 1987 tamże) – fiński producent filmowy. Jako aktor zagrał w filmach Iskelmäketju (1959) i Zaufanie (1976).
Mäkelä otrzymał Nagrodę Jussi za produkcję filmu Elokuu (1956).

## Wybrana filmografia (jako producent)
- Ratavartijan kaunis Inkeri (1950)
- Noita palaa elämään (1952)
- Lumikki ja 7 jätkää (1953)
- Ryysyrannan Jooseppi (1955)
- Poika eli kesäänsä (1955)
- Kuriton sukupolvi (1957)
- Punainen viiva (1959)
- Kultainen vasikka (1961)
- Kaasua, komisario Palmu! (1961)